# Острівська сільська рада (Рокитнянський район)
| Острівська сільська рада — колишній орган місцевого самоврядування у Рокитнянському районі Київської області з адміністративним центром у с. Острів. Історична дата утворення: в 1920 році. Водоймища на території, підпорядкованій даній раді: річка Рось. Сільській раді підпорядковані населені пункти: - с. Острів - с. Довгалівське |

## Склад ради
Рада складається з 16 депутатів та голови.

### Керівний склад ради
| ПІБ                         | Основні відомості                                                                  | Дата обрання | Дата звільнення |
| --------------------------- | ---------------------------------------------------------------------------------- | ------------ | --------------- |
| Киричок Микола Іванович     | Сільський голова, 1963 року народження, освіта, член Соціалістичної партії України | 26.03.2006   | 31.10.2010      |
| Пилипець Леонід Миколайович | Сільський голова, 1971 року народження, освіта середня спеціальна, безпартійний    | 15.12.2013   |                 |

Примітка: таблиця складена за даними джерела